# کلاوس راث
کلاوس راث (انگلیسی: Klaus Roth; ۲۹ اکتبر ۱۹۲۵ – ۱۰ نوامبر ۲۰۱۵) دانشمند در زمینه نظریه اعداد اهل بریتانیا بود.
وی همچنین برندهٔ جوایزی همچون همکار انجمن سلطنتی و مدال فیلدز شده‌است.